# Роберто Мангабейра Унгер

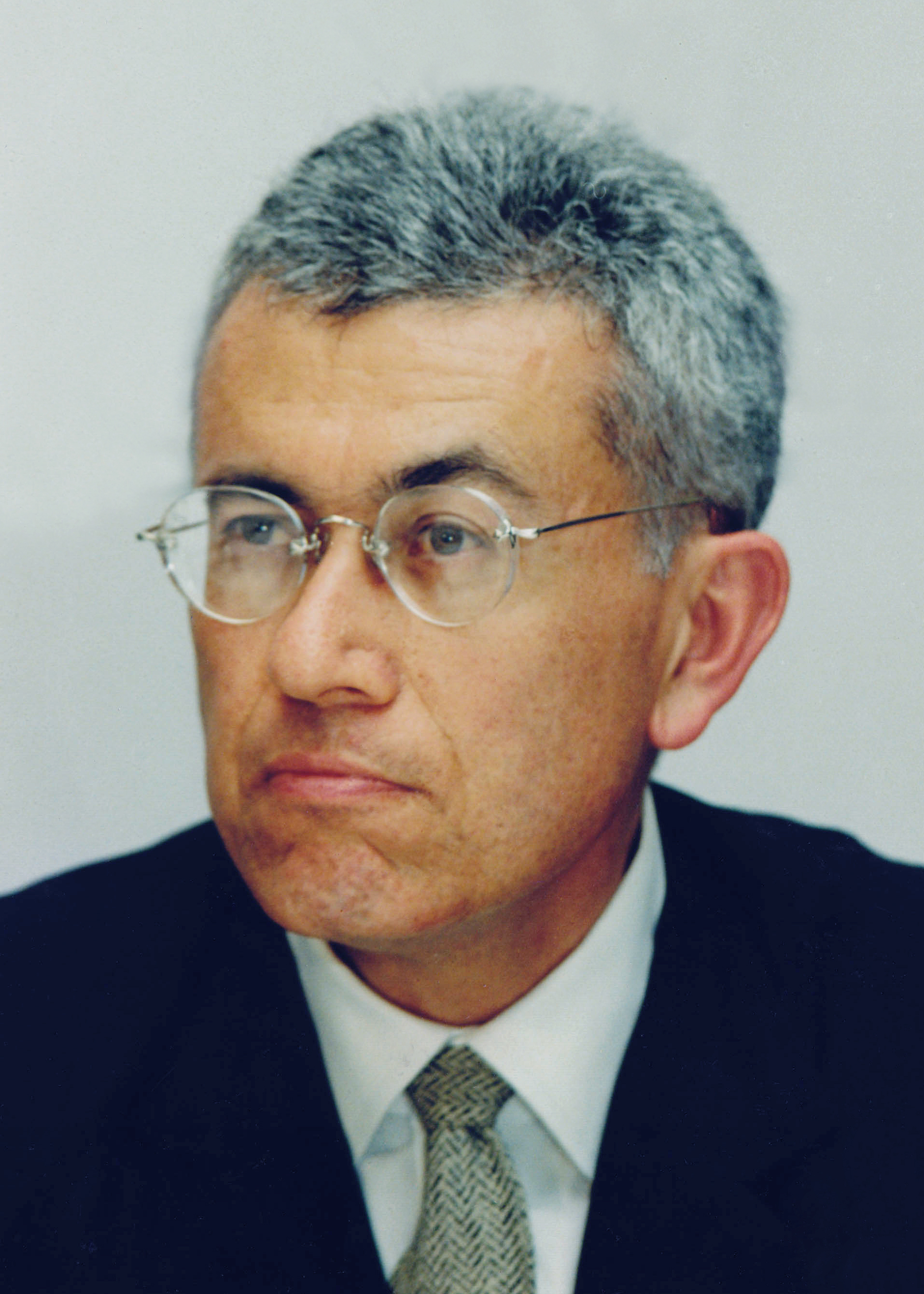
Роберто Мангабейра Унгер

Роберто Мангабейра Унгер (нар. 24 березня 1947) — соціальний теоретик, економіст, політик і філософ (Бразилія).
Його твори є альтернативою сучасній соціальній, політичній та економічній структурам.
Він — автор понад двох десятків книг. Роберто Унгер брав активну участь у політиці Бразилії та всього світу, організовуючи просування державних і світових альтернатив.
Роберто Унгер здобув освіту на адвокатському факультеті Гарварду, в 23 роки почав викладати, а в 29 років став наймолодшим власником посади постійного професора («tenure») за всю історію Гарвардської школи права. Він викладав у багатьох представників еліти, включаючи Барака Обаму, у якого Унгер вів юриспруденцію і основи демократії.
Курси Роберто Унгера відрізняє щонайширше мультидисциплінарне охоплення, що включає філософію, політику, економіку, соціальну теорію та правову думку.
З 1970 р. Унгер активно залучений до політичного життя. У 2007—2009 рр. Роберто Унгер займав посаду Міністра стратегічного планування Бразилії в адміністрації Президента Лули. Унгер розробив законодавчі та політичні програми у сферах економічного розвитку, освіти, становлення громадянського суспільства, інституційного розвитку. Він провів реформи освітньої системи та трудового законодавства Бразилії. В освіті Унгер фокусувався на розвитку пізнавальних і аналітичних навичок людини на противагу формуванню мінімуму робочих умінь, що мають попит на ринку; у трудових відносинах Унгер захищав положення різних видів тимчасових працівників. Найбільш резонансним законотворчим проектом Унгера стала повномасштабна концепція розвитку регіону Амазонки.
Філософія Унгера заснована на переконанні, що соціальний світ цілком — це творіння людства, породжене його уявою. Таким чином, право, по Унгеру, виявляється проєкцією інституційного мислення, а економіка представляється як постійне поле пошуку й інновацій, на якому безперервно виникають різноманітні комбінації людських і матеріальних ресурсів.
Політичні ідеї Унгера пов'язані з концепцією пластичності суспільства: воно змінюється само, безперервно та поступово, шляхом експериментів в окремих областях, але не існує визначеного і конкретного драйвера, від якого виходять зміни. Права власності, ліберальна демократія, оплата праці для Роберто Унгера є історичними атрибутами, не пов'язаними з цілями вільної та успішної діяльності людини. У книгах він прагне пояснити явища соціальної, політичної та економічної діяльності людини і звільнити їх від прихильності до держави. Таким чином, на його думку, людина зможе реалізувати весь свій потенціал і, за його словами, «зробиться більш богоподібною».
Для Унгера ринок, держава та соціальна організація не повинні зумовлюватися відомчими рішеннями, але мають бути відкритими для експериментів і перебудови в залежності від того, яка структура приносить більше повноважень людству. В більшості своїх робіт Унгер прагне запропонувати альтернативну громадську та політичну модель для звільнення людства від тиску соціальної ієрархії та подолання економічного рабства.
Унгер більш не бере участі в опозиційній політиці Бразилії, намагаючись втілити свої ідеї альтернативної держави. Він був одним із засновників Бразильської Партії демократичного руху і написав її маніфест. Він організував президентські кампанії Леонеля Бризоли та Сіро Гомеса, балотувався до палати депутатів і двічі був кандидатом у президенти.
11 грудня 2012 р. в Києві в приміщенні Національного університету «Києво-Могилянська академія» Роберто Унгер виступив із публічною лекцією на тему «Україна, Європа і ліві». Організатором лекції став громадський рух Студреспубліка.

## Публікації
Інтерв'ю — Роберто Мангабейра Унгер, філософ (рос.)
Роберто Унгер: економіка проти економіки (рос.)
Про необхідність революції в економіці (рос.)
Україна, Європа і ліві (рос.)

## Праці

#### Монографії (португальською)
- Conhecimento e Política, Editora Forense, 1978.
- O Direito Na Sociedade Moderna: Contribuição à Crítica da Teoria Social, Civilização Brasileira, 1979.
- A Alternativa Transformadora: como democratizar o Brasil. Guanabara Koogan, 1990
- Paixão: um Ensaio Sobre a Personalidade, Boitempo Editorial, 1998. ISBN 8585934212
- Democracia Realizada: a Alternativa Progressista, Boitempo Editorial, 1999. ISBN 8585934425
- A Segunda Via: Presente e Futuro do Brasil, Boitempo Editorial, 2001. ISBN 858593459X
- Política: os Textos Centrais, Boitempo Editorial, 2001. ISBN 8585934794
- O Direito e o Futuro da Democracia, Boitempo Editorial, 2004. ISBN 8575590057
- Necessidades Falsas, Boitempo Editorial, 2005. ISBN 8575590677
- O que a esquerda deve propor, Civilização Brasileira, 2008. ISBN 978-85-200-0844-7
- A Reinvenção do Livre-Comércio: A Divisão do Trabalho no Mundo e o Método da Economia, Editora da FGV.

#### Частини праць (португальською)
- Participação Salário e Voto: um Projeto de Democracia para o Brasil, com Edmar Lisboa Bacha, Editora Paz e Terra, 1978.
- O Futuro do Progressismo Americano, com Cornel West, Editora Revan. ISBN 8571061696
- O Próximo Passo: uma Alternativa Prática para o Brasil, com Ciro Gomes, Editora Topbooks, 1996. ISBN 8586020362

#### Переклади

##### Переклади (польською)
- Roberto Mangabeira Unger: Ruch studiów krytycznych nad prawem. Warszawa: Wolters Kluwer Polska - OFICYNA, 2005.

##### Переклади (іспанською)
- 1984, Conocimiento y Política, Ed. Fondo de Cultura Económica.
- 1999, La Democracia Realizada. La Alternativa Progresista, Ed. Manantial, ISBN 9789875000377
- 2009, El Despertar del Individuo. Imaginación y Esperanza, Ed. Fondo de Cultura Económica, ISBN 9789505578269
- 2010, La Alternativa de la Izquierda, Ed. Fondo de Cultura Económica, ISBN 9789505578382
- 2011, La Reinvención del Libre Comercio. La División Mundial del Trabajo y el Método de la Economía, Ed. Fondo de Cultura Económica. ISBN 9789505578917

##### Переклади (англійською)
- Knowledge and Politics, Free Press, 1975.
- Law In Modern Society: Toward a Criticism of Social Theory, Free Press, 1976.
- Passion: An Essay on Personality, Free Press, 1986.
- The Critical Legal Studies Movement, Harvard University Press, 1986.
- Politics: A Work In Constructive Social Theory, Cambridge University Press, 1987, in 3 Vols:
  - Vol 1 — False Necessity: Anti-Necessitarian Social Theory in the Service of Radical Democracy.
  - Vol 2 — Social Theory: Its Situation and Its Task - A Critical Introduction to Politics: A Work in Constructive Social Theory.
  - Vol 3 — Plasticity Into Power: Comparative-Historical Studies on the Institutional Conditions of Economic and Military Success.
- What Should Legal Analysis Become?, Verso, 1996
- Politics: The Central Texts, Theory Against Fate, Verso, 1997, with Cui Zhiyuan.
- Democracy Realized: The Progressive Alternative, Verso, 1998.
- The Future of American Progressivism: An Initiative for Political and Economic Reform, Beacon, 1998 — with Cornel West
- What Should the Left Propose?, Verso, 2006.
- The Self Awakened: Pragmatism Unbound, Harvard, 2007.
- Free Trade Reimagined: The World Division of Labor and the Method of Economics, Princeton University Press, 2007.
- The Left Alternative, Verso, 2009 (2nd edition to What Should the Left Propose?, Verso, 2006.).
- The Religion of the Future, Harvard, 2014.
- The Singular Universe and the Reality of Time, Cambridge University Press, 2014, with Lee Smolin.